# Francesco Calì
Francesco Calì (tiếng Ý: [franˈtʃesko kaˈli]; 16 tháng 5 năm 1882 vào - 3 tháng 9 năm 1949) là một cầu thủ và huấn luyện viên bóng đá chuyên nghiệp người Thụy Sĩ và sau này, từng chơi ở vị trí hậu vệ. Ông là đội trưởng đội tuyển bóng đá quốc gia Ý trong trận đấu đầu tiên của họ vào năm 1910.

## Sự nghiệp
Sinh ra ở Ý, Calì chuyển đến Thụy Sĩ khi còn trẻ và chơi một vài trận với tư cách là hậu vệ trái cho đội tuyển bóng đá quốc gia Thụy Sĩ và với câu lạc bộ Zürich của Thụy Sĩ. Sau đó, anh trở về Ý, nơi anh chơi cho hai đội đối thủ Genoa và Andrea Doria. Do có kinh nghiệm làm cầu thủ bóng đá, cũng như kiến thức về một số ngoại ngữ, anh đã được chọn làm đội trưởng cho trận đấu đầu tiên của Ý, vào ngày 15 tháng 5 năm 1910, tại Milan, chống lại Pháp, trong đó chứng kiến người Ý giành được 6–2.
Sau khi nghỉ hưu, ông trở thành một huấn luyện viên. Dưới sự quản lý của mình, Juventus F.C. đã giành được Coppa Città di Torino, đó là một danh hiệu quan trọng vào thời điểm năm 1902. Sau đó, nhiều lần ông là thành viên của ủy ban kỹ thuật quản lý đội tuyển bóng đá quốc gia Ý, tổng cộng ông đã quản lý đội tuyển quốc gia trong 13 trận đấu với 6 chiến thắng, 3 trận hòa và 4 trận thua. 